# Skotte Jacobsson
Nils Anton Skotte Jacobsson (ur. 24 lutego 1888 w Malmö, zm. 8 października 1964 tamże) – szwedzki lekkoatleta specjalizujący się w biegach sprinterskich, trójskoku i wielobojach, uczestnik igrzysk olimpijskich.
Szwed wziął udział w trzech konkurencjach lekkoatletycznych podczas V Letnich Igrzysk Olimpijskich w Sztokholmie w 1912 roku. Na dystansie 100 metrów odpadł w fazie eliminacyjnej zajmując w swoim biegu, z nieznanym czasem, miejsca 3-4; zaś na dystansie biegu na 200 metrów doszedł do półfinału, w którym zajął miejsca 2-5 (czas nieznany). W konkursie trójskoczków zajął siedemnaste miejsce skacząc w pierwszej próbie 13,33 metra, co było najgorszym rezultatem wśród reprezentantów gospodarzy w tej konkurencji. Start Jacobssona w dziesięcioboju rozpoczął się bardzo dobrze. W pierwszej konkurencji, biegu na 100 metrów, zajął ex aequo z Amerykaninem Eugenem Mercerem pierwsze miejsce, zaś konkurencję drugą - skok w dal - zakończył na szóstym miejscu. Niestety rezultaty kolejnych dwóch konkurencji, dwudzieste szóste miejsce w pchnięciu kulą i dwudzieste w skoku wzwyż, poskutkowały rezygnacją z dalszej rywalizacji.
Reprezentował barwy klubu IFK Malmö.

## Rekordy życiowe
- bieg na 100 metrów – 10,9 (1913)
- bieg na 200 metrów – 22,7 (1915)
- trójskok – 13,84 (1912)
- dziesięciobój lekkoatletyczny - 6686,200 (1912)